# Plesiops polydactylus
Plesiops polydactylus är en fiskart som beskrevs av Mooi, 1995. Plesiops polydactylus ingår i släktet Plesiops och familjen Plesiopidae. Inga underarter finns listade i Catalogue of Life.